# Gerard Nederhorst
Gerard Marinus (Gerard) Nederhorst (Gouda, 17 oktober 1907 - Haastrecht, 28 augustus 1979) was een Nederlands politicus. Hij was onder meer lid van de Eerste en Tweede Kamer voor de Partij van de Arbeid (PvdA).
Nederhorst kwam op 10 januari 1946 in de Tweede Kamer, als aangewezen lid van een nood-parlement. Hij was op dat moment nog lid van de SDAP. Voor de oorlog was Nederhorst adjunct-directeur van het Wetenschappelijk Bureau SDAP. In 1934 werkte hij als jong econoom mee aan het Plan van de Arbeid van de SDAP en het NVV.
Op 9 februari 1946 ging de SDAP op in de PvdA. Bij de Tweede Kamerverkiezingen 1946 werd Nederhorst voor die partij officieel als Kamerlid gekozen. Hij bleef dat tot 10 mei 1971. Van 14 april 1965 tot 16 februari 1967 was Nederhorst fractievoorzitter van de PvdA-fractie in de Tweede Kamer. In deze periode viel onder meer het huwelijk van prinses Beatrix en Claus von Amsberg en de Nacht van Schmelzer.
Tijdens zijn Kamerlidmaatschap was hij van 1 januari 1958 tot 29 september 1965 lid van het Europees Parlement (aangewezen door de Staten-Generaal). Van 1952 tot 1958 was hij lid van de voorganger van het Europees Parlement; de Gemeenschappelijke Vergadering van de Europese Gemeenschap voor Kolen en Staal. Van 1971 tot 1977 was Nederhorst lid van de Eerste Kamer.
Nederhorst was getrouwd met Carolina Pothuis, een dochter van Samuel Pothuis en Carry Pothuis-Smit.
- Biografisch Portaal: 04682178
- Nederlandse Thesaurus van Auteursnamen: 067687377
- Parlement.com: vg09ll3jiyif
- Virtual International Authority File: 284671696
- WorldCat: E39PBJgH9qYj8Kt8g49WJ4pwYP